# Guglielmo Ferrero
Pour les articles homonymes, voir Ferrero (homonymie).
Guglielmo Ferrero, né le 21 juillet 1871 à Portici et mort le 3 août 1942 au Mont-Pèlerin, en Suisse, est un historien et un essayiste italien, auteur notamment de Grandeur et décadence de Rome, publié en 1907.

## Biographie
Guglielmo Ferrero entame des études de droit à Pise, Bologne puis Turin, notamment auprès du criminaliste Enrico Ferri et en compagnie de futurs membres du courant lombrosien tel que Scipio Sighele.
Il se marie avec Gina Lombroso, la fille du criminologue Cesare Lombroso. Il voyage partout en Europe, puis, après la publication de sa grande synthèse sur la Rome antique, il parcourt le monde et donne des conférences, dont une en 1908, sur invitation du président Théodore Roosevelt.
En 1907, il est élu membre de l'Académie brésilienne des lettres. En mai 1916, il crée avec Julien Luchaire la Revue des nations latines rédigée par des Français et des Italiens et qui s'attache à définir en quoi consistent le germanisme et ses dangers et à aider la science et l’art à se purifier des courants germaniques qui la dénaturent. En 1919, il devient collaborateur de la revue littéraire La Ronda. En 1925, alors qu'il se rapproche de Giovanni Amendola et Benedetto Croce, le gouvernement fasciste italien le place en résidence surveillée. En 1929, il devient professeur à l'Institut universitaire de hautes études internationales à Genève où il a comme élève István Bibó.
Il reste en Suisse où il mourra au Mont-Pèlerin en 1942.
Il est inhumé à Genève au cimetière des Rois de Plainpalais.

## Œuvres
Ouvrages traduits en français
- Les lois psychologiques du symbolisme, Paris, Félix Alcan, coll. «Bibliothèque de philosophie contemporaine», 1895.
- La femme criminelle et la prostituée avec Cesare Lombroso, Paris, Félix Alcan, 1896.
- Le Militarisme et la société moderne, Paris, P.-V. Stock, 1899.
- Grandeur et décadence de Rome (1902), tomes I à VI, Paris, Plon-Nourrit, 1904-1914.
- La Date de l'annexion de la Gaule, Paris, Ernest Leroux, 1910.
- La Guerre européenne, Paris, Payot et Cie, 1916.
- Le Génie latin et le monde moderne, Paris, Bernard Grasset, 1917.
- La Ruine de la civilisation antique (Roma antica), Paris, Plon-Nourrit, 1926 - rééd. Les Belles Lettres, coll. Le Goût de l'Histoire, Paris, 250 p., 2020  (ISBN 978-2251450483)
- Discours aux sourds, Paris, Éditions du Sagittaire, 1924.
- Entre le passé et l'avenir, Paris, Simon Kra, 1926.
- L'Unité du Monde, Paris, Simon Kra, 1927.
- Les femmes des Césars, Paris, Plon, 1930 - rééd. Tallandier, coll. Texto, Paris, 224 p., 2024  (ISBN 979-1021059467)
- La fin des aventures - Guerre et paix, Paris, Éditions Rieder, 1931.
- Les deux vérités, Paris, Éditions Rieder, 1933.
- La révolte du fils, Paris, Éditions Rieder, 1934.
- Nouvelle histoire romaine, Hachette, 1936 - rééd. Tallandier, coll. Texto, Paris, 512 p., 2019  (ISBN 979-1021040182)
- Bonaparte en Italie : 1796-1797, Paris, Plon, 1936 - rééd. Éditions de Fallois, Paris, 1995  (ISBN 978-2877062268) - rééd. Tallandier, coll. Texto, Paris, 352 p., 2017  (ISBN 979-1021026650)
- Libération, roman, Paris, Éditions Rieder, 1937.
- Reconstruction : Talleyrand à Vienne (1814-1815), Paris, Plon, 1940 - rééd. Éditions de Fallois, Paris, 329 p., 1996  (ISBN 978-2877062626) - rééd. Les Belles Lettres, coll. Le Goût de l'Histoire, Paris, 392 p., 2025  (ISBN 978-2251457130)
- Pouvoir. Les génies invisibles de la cité, Paris, Plon, 1943 et 1945 - rééd. Le Livre de poche, 1988 - rééd. Les Belles Lettres, coll. Le Goût des idées, Paris, 448 p., 2024  (ISBN 978-2251453378)
- Les deux révolutions françaises. 1789-1796, d'après des notes inédites recueillies et publiées par Luc Monnier, Neuchâtel, La Baconnière, 1951.